# マディ・コーマン
マディ・コーマン（Maddie Corman、1970年8月15日 - ）は、アメリカ合衆国の女優。

## 出演作品
- 幸せへのまわり道 A Beautiful Day in the Neighborhood (2019)
- SMASH シーズン1
- メイジーの瞳
- ダメージ シーズン3
- LAW & ORDER:性犯罪特捜班 シーズン11
- フィービー・イン・ワンダーランド
- LAW & ORDER ロー&オーダー シーズン16
- LAW & ORDER ロー&オーダー シーズン14
- LAW & ORDER クリミナル・インテント シーズン2
- メイド・イン・マンハッタン
- 恋するための3つのルール
- LAW & ORDER ロー&オーダー シーズン9
- そりゃないぜ!? フレイジャー シーズン1
- マイ・ニュー・ガン/あぶない若妻
- ジェニファーの恋愛同盟
- 恋しくて